# Günter Standl
Günter Standl (* 1963 in Teisendorf) ist ein deutscher Fotograf und Künstler.

## Leben und Werk
Günter Standl entstammt der alten Familie der Standl aus dem Salzburger Land. Sein Bruder ist der Maler Hermann Standl. Prägend für seine Entscheidung Fotograf zu werden, waren die National Geographic Magazine, die er mit zwölf Jahren in seiner Kindheit las und die damit verbundenen ersten fotografischen Experimente. 1991 nahm er Unterricht bei Eduardo Gil im Fach Reportagefotografie an der École nationale supérieure de la photographie in Arles. Kurze Zeit darauf wagte er den Schritt in die Selbständigkeit. Es folgen ein Bildband über Wien für den Bucher Verlag und weltweite Reportagen für das Reisemagazin GLOBO. Anschließend entstehen Auftragsfotografien, u. a. für Steigenberger, Dorma, Commerzbank, Daimler Chrysler, Volkswagen, Microsoft oder Siemens. Außerdem beauftragen ihn Magazine, wie Merian, ADAC Spezial, GEO Saison, GQ, Spiegel, Brigitte, Capital, Süddeutsche Zeitung Magazin, Die Zeit, Focus und Abenteuer & Reisen. Er ist Mitglied der Fotoagentur LAIF. Parallel dazu widmet sich Günter Standl der künstlerischen Fotografie.
Nahezu leitmotivisch versucht er mit seiner Kamera das Verhältnis von Objekt und Umwelt zu erfassen. In der Serie STOP!LOOK!, zum Beispiel, erhebt er Münzfernrohre zum Kunstwerk, indem er sie dekontextualisiert und mit Hilfe von Perspektiv- und Flächenwirkung in Szene setzt. Sie werden semantisch umfunktioniert. Dem einstigen, bildnerisch schlichten Gebrauchsgegenstand, wird der Mantel des Banalen entkleidet und stattdessen eine skulptural anmutende Aura gegeben. Hierzu merkte er gegenüber dem Magazin der Süddeutschen Zeitung an: "Als die Menschen weg waren, wurde das Fernrohr zur Skulptur." Impulsgeber für seine Auseinandersetzung mit Fernrohren war eine Reise nach Bangkok. Seitdem lichtet er Münzfernrohre auf seinen Reisen durch die Welt immer wieder als solche ab, vor allem dann, wenn die Menschentraube an Touristen abgeflossen ist und er den Gegenstand im neuen Kontext wiederentdecken kann. In seiner Serie OFFSIGHTS geht er methodisch ähnlich vor. Mit einem Auge, für das stets auf den ersten Blick unscheinbare, aber dennoch bildwürdige Objekt an den Rändern von touristischen Paradiesen, begab er sich als stiller Beobachter auf tour d’horizon nach Namibia, Brasilien, Oman, Thailand, Spanien, Australien, Italien, Südafrika, Grönland, in die Karibik, Türkei und auf die Malediven. Auch hier sind die allgemeinen Charakteristika von Günter Standls sachlichem Stil ein strenger Bildaufbau von oftmals prononcierter Perspektivwirkung, eine auf geometrischen Grundformen beruhende Formensprache, eine überscharfe Zeichnung und ein häufig gedämpftes Kolorit. Die Zeit verglich diese Aufnahmen mit denen von Martin Parr, hob jedoch hervor, dass Standl im Gegensatz zu Parr, den Bildern eine melancholische Note gibt, anstatt den Menschen ungeschönt in den Vordergrund zu rücken, wie man es von Martin Parr kennt.

## Publikationen

### Illustrierte Bildbände
- Die schönsten Rennradtouren in Europa, Bielefeld: Delius Klasing Verlag, 2015. (Text von Sven Bremer)
- Almdorf Seinerzeit ... wo die Liebe wohnt, Mammendorf: Pro Literatur Verlag, 2005 (Text von Markus Kecht)
- (mit Alfons Schuhbeck und Sabine Zehringer): Berchtesgadener Land und Rupertiwinkel. Land, Leute, Schmankerl, Rosenheim: Edition Klaus G. Förg, 2004 (2 Auflagen)
- Edle Handwerkskunst, Rosenheim: Rosenheimer Verlag und Bayerischer Rundfunk, 2002 (Text von Gabi Toepsch)
- (mit Klaus G. Förg): Landshuter Hochzeit, Rosenheim: Rosenheimer Verlag, 2002 (Text von Erich Stahleder)
- Müller'sches Volksbad, Rosenheim: Rosenheimer Verlag, 2001 (Text von Rupert Bachmann)
- Das wünsch ich dir, Rosenheim: Rosenheimer Verlag, 2000(Text von Helmut Zöpfl)
- (mit Kurt Schubert): Geheime Gartenparadiese, Rosenheim: Rosenheimer Verlag und Bayern 1, 2000 (Text von Gabi Toepsch)
- Wien. Metropolen der Welt, München: Bucher Verlag, 1995 (Text von Alfred Komarek)
- Madeira. Herbe Schönheit im Atlantik, Rosenheim: Rosenheimer Verlag, 1994 (Text von Kirsten Wulf)

### Fotostrecken in Magazinen
- Kirchner, Beate: „Padua statt Florenz“. Erschienen in: Abenteuer und Reisen, Januar 2018, S. 14–18
- Grimm, Michael: „Ein Rund ums Feuer“ – Porträt vom Schweizer Bildhauer Andreas Reichlin und seinen Feuerring. Erschienen in: ALPS, März 2015, S. 32–36
- Hasenbeck, Marieke/Weberl, Herbert: „Ein Hoch auf die Solisten“ – Porträt von Oliver Wesseloh, Bier-Sommelier". Erschienen in: FOCUS Spezial, Juni 2014, S. 66–67
- Haegele, Anja: „Weiter, immer weiter im Wintermärchenland“ – Sella Ronda in Südtirol". Erschienen in: MERIAN-Südtirol, August 2008, S. 56–63
- Meyer-Schefe, Petra: „Europas schönste Sommerinseln“ – Kroatien, Insel Losinj. Erschienen in: GEO Saison, August 2014, S. 24–25, 29
- Seiler, Christian: „Aus dem Vollen geschöpft“ – Spitzenköche und Produkte." Erschienen in: ADAC Reisemagazin, Salzburger Land, Juli 2010, S. 70–79
- Bremer, Sven: „Gnadenlos Schön“ – Rennradreise Madeira. Erschienen in: TOUR, Januar 2016, S. 118–127
- Hohenester, Andreas: „Serengeti hautnah“ – Tansania. Erschienen in: CAPITAL, Juli 2007, S. 96–102
- Keller, Veronika: „Spott und Spätzle“ – Porträt von Kabarettist Maxi Schafroth. Erschienen in: MERIAN-Allgäu, Juni 2017, S. 68–72
- Wittmann, Angela: „Königin der Nacht“ – Porträt von Thriller-Autorin Ursula Poznanski. Erschienen in: BRIGITTE, September 2017, S. 112–116
- Goergensl, Sven: „Beirut – Stadt des Vergessens“. Erschienen in: FOCUS Reise Spezial, November 2010, S. 04–09
- Molzer, Kurt: „Kairo – El Kurt, der Schrecken der Wüste“. Erschienen in: GQ, Februar 2005, S. 182–185
- Finger, Evelyn: „Warte nur, bis es dunkel wird“ – Auf den Spuren von Jean Paul. Erschienen in: DIE ZEIT, März 2007, S. 26–28
- Unbekannter Autor: „Wüste, Wadis, weißes Gold“ – Oman. Erschienen in: NATIONAL GEOGRAPHIC-Deutschland, Dezember 2013, S. 150–151
- Pauly, Christoph: „Ein ungebetener Gast“ – Kroatien. Erschienen in: Der Spiegel, 26/2013, S. 74–75
- Lueg, Andreas: „Aussteiger und Einsiedler im Land der Nelkenrevolution“ – Portugal, Alentejo. Erschienen in: GLOBO, August 1995, S. 94–108
- Schaertl, Marika: „Mister Sushi“ – Porträt von Starkoch Nabu Matsuhisa. Erschienen in: FOCUS, 47/2016, S. 122–126